# Венецианска република
 Тази статия е за града-държава.  За града вижте Венеция.  
Венецианската република (на италиански: Repubblica Veneziana), от XVII век Светлейша венецианска република (Serenissima Repubblica di Venezia), е морска република със столица Венеция. Основана според традицията през 697 г. от Паоло Лучо Анафесто, в хода на своята 1100-годишна история тя се утвърждава като една от най-големите европейски търговски и военноморски сили.
Първоначално разширена в областта Догадо (понастоящем сравнима с Метрополен град Венеция), в хода на своята история тя анексира голяма част от Североизточна Италия, Истрия, Далмация, бреговете на днешна Черна гора и Албания, както и множество острови в Адриатическо море и Източно Йонийско море. В разгара на експанзията си, между XIII и XVI век тя също така управлява Пелопонес, Крит и Кипър, повечето от гръцките острови, както и няколко града и пристанища в Източното Средиземноморие.
Островите на Венецианската лагуна през VII век, след като преживяват период на значително увеличение на населението, са организирани в Морска Венеция – византийско херцогство, зависимо от Равенския екзархат. С падането на екзархата и с отслабването на византийската власт възниква Венецианското херцогство, водено от дож и установено на остров Риалто; то става проспериращо благодарение на морската търговия с Византийската империя и други източни държави. За да защити търговските пътища, между XIX и XI век херцогството води няколко войни, които му осигуряват пълно господство над Адриатическо море. Благодарение на участието в кръстоносните походи, проникването в източните пазари става все по-силно и между XII и XIII век Венеция успява да разшири властта си в множество източни емпориуми и търговски пристанища. Надмощието над Средиземно море довежда републиката до сблъсък с Генуезката република, който продължава до XIV век, когато, след като рискува пълен крах по време на Войната при Киоджа (с генуезката армия и флота в Лагуната за дълъг период от време), Венеция бързо успява да се възстанови от териториалните загуби, претърпени с Торинския мир от 1381 г. и да започне експанзия на континента.
Венецианската експанзия обаче води до коалицията на Хабсбургската монархия, Испания и Франция в Камбрийската лига, която побеждава Венецианската република в битката при Анядело през 1509 г. Макар да запазва повечето си владения на континента, Венеция е победена и опитът за разширяване на източните владения предизвиква дълга поредица от войни срещу Османската империя, които завършват едва през XVIII век с Пожаревацкия мир от 1718 г. и които причиняват загубата на всички владения в Егейско море. Въпреки че все още е процъфтяващ културен център, Венецианската република е окупирана от френските войски на Наполеон Бонапарт и нейните територии са разделени с Хабсбургската монархия след ратифицирането на Кампоформийския мирен договор.
През цялата си история Венецианската република се характеризира със своя политически ред. Наследен от предишните византийски административни структури, нейният държавен глава е дожът – длъжност, станала избираема от края на IX век. В допълнение към него администрацията на републиката се ръководи от различни съвети: Висшият съвет, със законодателни функции, подкрепян от Низшия съвет, Съвета на четиридесетте и Съвета на десетте, отговарящ за съдебните въпроси, и Сенатът.

## Произход и еволюция на името
През дългата си история Венецианската република приема различни имена, всички тясно свързани с титлите, приписвани на дожа. През XVIII век, когато Венеция все още зависи от Византийската империя, дожът се нарича Dux Venetiarum Provinciae („Дож на провинция Венеция“) и след това, едва от 840 г., след подписването на Pactum Lotharii на 23 февруари, се определя просто като Dux Veneticorum („Дож на венецианците“). Това търговско споразумение, сключено между Херцогство Венеция (на латинскиː Ducatum Venetiae) и Каролингската империя, установява де факто независимостта на Венеция от Византийската империя.
През следващия век препратките към византийското господство изчезват и в документ от 976 г. се говори всъщност за gloriosissimo Domino Venetiarum („най-славният господар на Венеция“), където прилагателното gloriosissimo вече е било използвано за първия време в Pactum Lotharii и където прозвището „господар“ се отнася до факта, че дожът все още е смятан за крал, въпреки че е бил избран от народното събрание (Кончо). С придобиването на независимост Венеция също започва да се разширява по бреговете на Адриатическо море и така от 1109 г., след завладяването на Далмация и хърватските брегове, дожът официално получава титлата Venetiae Dalmatiae atque Chroatiae Dux („Дож на Венеция, Далмация и Хърватия“) – име, което продължава да се използва до XVIII век. Започвайки от XV век, документите, написани на латински език, са придружени от такива на венециански език и успоредно с италианските събития Венецианското херцогство също променя името си, като по този начин става Сеньория Венеция, което, както е записано в мирния договор от 1453 г. с Мехмед II, носи пълното име Ilustrissima et Excellentissima deta Signoria de Venexia („Най-светлейша и най-превъзходна Сеньория Венеция“).
През XVII век монархическият абсолютизъм се установява в много страни от Континентална Европа, променяйки радикално европейския политически пейзаж. Тази промяна позволява разликите между монархиите и републиките да бъдат определени по-ясно: докато първите имат икономики, регулирани от строги закони и доминирани от селското стопанство, вторите живеят благодарение на търговските отношения и свободната конкуренция; освен това монархиите, освен че са водени от едно управляващо семейство, са по-склонни към войни и религиозно еднообразие. Тази все по-забележима разлика между монархия и република също започва да се уточнява в официални документи и по този начин се раждат имена като Генуезка република или Република на седемте съединени провинции. И Сеньория Венеция се адаптира към тази нова терминология, като по този начин се превръща в Светлейша Венецианска република – терминология, с която е най-известна днес. По подобен начин на дожа е даден прякорът Serenissimo или по-просто този на „Ваше светлейшество“. Започвайки от XVII век, Венецианската република приема други повече или по-малко официални имена като Венецианска държава (на итал. Stato Veneto) или Венецианска република (Repubblica Veneta).
Венецианската република, изкусно ползвайки своето изгодно и безопасно положение между Източната и Западната империя, развива своето благосъстояние и става богат и могъщ търговски град. Нейния флот победоносно се сражава срещу норманите и сарацините, както и срещу славянските пирати от Пагания на източния бряг на Адриатическо море.
Проникването на италианската търговия в Балканския полуостров личи по византийските хрисовули за привилегии за Венеция и Пиза от 1082, 1111, 1126 и 1136 г. 

## История

### Предистория и Херцогски период (IX-X век)
Хуните, водени от Атила през 452 г., разрушават римския град Аквилея. Жителите на града търсят убежище в блатата и островите в лагуните по морското крайбрежие и така постепенно възникват няколко селища – Градо, Ераклеа, Маламоко и др.
След падането на Западната Римска империя тези земи попадат под владичеството на остроготите, Византия и др. При войните с лангобардите възниква необходимостта от общо управление и през 697 г. жителите избират Паоло Лучо Анафесто пожизнено за общ върховен водач. По византийски модел те му дават гръцката титла „ипат“, чиито латински еквивалент е „дук“. С времето името се променя и така възниква типичната за средновековните Венеция и Генуа титла „дож“. Фигурата му  обаче е със съмнителна историчност и е сравнима с тази на екзарх Павел, който подобно на дожа е убит през 727 г. след бунт. През 726 г. император Лъв III Исавър се опитва да разшири иконоборството и в Равенския екзархат, причинявайки множество бунтове по цялата територия. В отговор на реформата местното население назначава няколко дожа, които да заменят византийските управители и по-специално Venetia назначава Орсо Ипато за свой дож, който управлява лагуната в продължение на десетилетие. След смъртта му византийците поверяват управлението на провинцията на режима на Магистър Милитум, който продължава до 742 г., когато императорът дава на хората назначаването на dux (дож). Венецианците избират чрез акламация сина на Орсо – Теодато Ипато и той решава да премести столицата на херцогството от Ераклеа в Маламоко.
Венецианското херцогство е родено през IX век от византийските територии на Морска Венеция.
Лангобардското завладяване на Равена през 751 г. и последвалото завладяване на Лангобардското кралство от франките на Карл Велики през 774 г., със създаването на Каролингската империя през 800 г., значително променят геополитическия контекст на Венецианската лагуна, което кара венецианците да се разделят на две фракции: профранкска партия начело с град Аквилея и провизантийска партия с крепост в Ераклеа. След дълга поредица от сблъсъци през 805 г. дожът Обелерио Антенорео решава да атакува двата града едновременно, като депортира населението им в столицата. След като овладява ситуацията, той поставя Venetia под франкска защита, но византийска морска блокада го убеждава да поднови лоялността си към императора на Византия. С намерението да завладее Venetia през 810 г. франкската армия, командвана от Пипин, нахлува в лагуната, принуждавайки местното население да се оттегли към Риалто, като по този начин започва обсада, която завършва с пристигането на византийската флота и отстъплението на франките. След неуспешното франкско завоевание дож Обелерио е заменен от провизантийския благородник Анджело Партечипацио, който окончателно премества през 812 г. столицата на необитавания остров Риалто, като по този начин постановява раждането на град Венеция. С избирането си за дож той се опитва да направи херцогския пост наследствен, като свърза наследник съ-дож с трона. Системата довежда двамата му сила Джустиниано и Джовани до херцогската позиция. Джовани е свален през 836 г. поради неспособността му да се противопостави на наретлянските пирати в Далмация.
След него е избран Пиетро Традонико, който на 23 февруари 840 г., с обнародването на Pactum Lotharii – търговски договор между Венеция и Франкската империя, започва дългия процес на отделяне на провинцията от Византийската империя. Убит след заговор, през 864 г. е избран Орсо I Партечипацио. Орсо I  подновява борбата срещу пиратството, като успява да защити Догадо от атаките на сарацините и Аквилейската патриаршия. Той успява да възложи херцогството на най-големия си син Джовани II Партечипацио, който, след като завладява Комакио – съперничещ град на Венеция в търговията със сол, решава да абдикира в полза на брат си Виторе Партечипацио, по това време патриарх на Градо, който обаче отказва. Тъй като през 887 г. няма наследник, хората се събират в Кончо (общото събрание на свободните мъже) и избират Пиетро I Кандиано чрез акламация. Кончо успява да избере шест дожа до Пиетро III Кандиано, който през 958 г. възлага позицията на съ-дож на своя син Пиетро, който става дож следващата година. Поради поземлените си притежания Пиетро IV Кандиано има политическа визия, близка до тази на Свещената Римска империя и следователно се опитва да установи феодализма и във Венеция, предизвиквайки бунт през 976 г., който води до опожаряването на столицата и убийството му. Тези събития карат венецианския патрициат да придобие нарастващо влияние върху политиката на дожа и конфликтите, възникнали след убийството на дожа, са решени едва през 991 г. с избирането на Пиетро II Орсеоло.

### Връзки с Византийската империя (XI – XII век)
Пиетро II Орсеоло дава забележителен тласък на венецианската търговска експанзия, като определя нови търговски привилегии със Свещената Римска империя и Византийската империя. В допълнение към дипломацията той подновява войната срещу неретлянските пирати, започнала през IX век, и през 1000 г. успява да подчини крайбрежните градове в Истрия и Далмация. Източно-западната схизма от 1054 г. и избухването на борбата за инвеститура през 1073 г. засягат незначително венецианската политика, която вместо това фокусира вниманието си върху пристигането на норманите в Южна Италия. Норманската окупация на Драч и Корфу през 1081 г. принуждава Византийската империя да поиска помощта на венецианския флот, който, с обещанието за получаване на широки търговски привилегии и възстановяване на военните разходи, решава да вземе участие във византийско-нормандските войни (ок. 1050 – 1185). През 1082 г. император Алексий I Комнин дава на Венеция хрисовул – търговска привилегия, която позволява на венецианските търговци значителни освобождавания от данъци в много византийски пристанища и създаването на венециански квартал в Драч и в Константинопол. Войната приключва през 1085 г., когато след смъртта на кондотиера Робер Гискар нормандската армия напуска позициите си, за да се върне в Пулия.
Встъпил в длъжност през 1118 г., император Йоан II Комнин решава да не подновява хрисовула от 1082 г., което предизвиква реакцията на Венеция и тя обявява война на Византийската империя през 1122 г. Войната завършва през 1126 г. с победата на Венеция, която принуждава императора да сключи ново споразумение, характеризиращо се с дори по-добри условия от предишните, като по този начин прави Византийската империя напълно зависима от венецианската търговия и защита. С намерението да отслаби растящата венецианска мощ императорът предоставя значителна търговска подкрепа на морските републики Анкона, Генуа и Пиза, правейки все по-трудно съвместното съществуване с Венеция, вече дотолкова хегемон в Адриатическо море, че то е преименувано на „Венецианския залив“. През 1171 г., след решението на императора да изгони венецианските търговци от Константинопол, избухва нова война (1171 – 1175), която е разрешена с възстановяване на статуквото. В края на XII век търговският трафик на венецианските търговци се простира из целия Ориент и те могат да разчитат на огромен и солиден капитал.
Както и в останалата част на Италия, започвайки от XII век, Венеция също претърпява трансформациите, довели до епохата на комуните. През този век властта на дожа започва да намалява: първоначално подкрепян само от няколко съдии, през 1130 г. е решено да се добави към властта му Consilium Sapientium – бъдещ Висш съвет. През същия период, в допълнение към изгонването на духовенството от обществения живот, са създадени нови събрания като Съветът на 40-те и Низшият съвет, и в своята реч при встъпването в длъжност дожът е принуден да декларира лоялност към републиката с Херцогската клетва (на лат. promissio domini ducis). Така започва да се оформя Commune Veneciarum, т.е. съвкупността от всички събрания, имащи за цел да регулират властта на дожа.

### Кръстоносни походи и съперничество с Генуезката република (XIII – XIV век)
През XII век Венеция решава да не участва в кръстоносните походи поради търговските си интереси на Изток и вместо това се съсредоточава върху поддържането на владенията си в Далмация, които многократно са обсаждани от унгарците. Могъществото на републиката достига най-високата си степен и ситуацията се променя през 1202 г., когато дожът Енрико Дандоло решава да използва експедицията на Четвъртия кръстоносен поход, за да приключи Задарската война (1183 – 1203). На следващата година, след двадесет години конфликт, Венеция завладява Задар и печели войната, възвръщайки си контрола над Далмация. Венецианският кръстоносен флот обаче не спира в Далмация, а продължава към Константинопол, за да го обсади през 1204 г., като по този начин слага край на Византийската империя и формално прави Венеция независима държава, скъсвайки последните връзки с бившия византийски владетел. Империята е разделена на кръстоносните държави и от разделянето Венеция получава множество пристанища в Пелопонес и няколко острова в Егейско море, включително Крит (Кандия) и Евбея (Негропонт), като по този начин дава живот на Морската държава (Stato da Mar). В допълнение към териториалните завоевания дожът получава титлата на господар на 3/8 от Източната Римска империя, като по този начин получава правото да назначава латинския патриарх на Константинопол и възможността да изпраща венециански представител в правителството на Латинскатата империя. С края на Четвъртия кръстоносен поход Венеция концентрира усилията си върху завладяването на Крит, което интензивно ангажира венецианската армия до 1237 г.
Контролът на Венеция върху източните търговски пътища става належащ и това води до увеличаване на конфликтите с Генуа, които избухват във войната за Свети Сава през 1255 г., продължила до 1270 г. На 24 юни 1258 г. двете републики се изправят една срещу друга в битката при Акра, която завършва с голяма венецианска победа. През 1261 г. Никейската империя с помощта на Генуезката република успява да надвие Латинската империя и да възстанови Византийската империя. Войната между Генуа и Венеция се подновява и след дълга поредица от битки завършва през 1270 г. с Кремонския мир. През 1281 г. Венеция побеждава Анконската република в битка. През 1293 г. избухва нова война между Генуа, Византия и Венеция, спечелена от генуезците след морската битка при Курцола (7 септември 1298) и приключила през 1299 г. По време на войната във Венеция са извършени различни административни реформи, създадени са нови събрания, които да заменят популярните като Сената, а във Висшия съвет властта започва да се концентрира в ръцете на около десетина семейства. За да избегне създаването на сеньория, дожът решава да увеличи броя на членовете на Висшия съвет, като оставя броя на семействата непроменен и по този начин през 1297 г. е приложена реформата на Висшия съвет. След разпоредбата силата на някои от старите домове намалява и през 1310 г., под претекст за поражение във войната във Ферара (1308 – 1309), тези семейства се организират в заговора на Тиеполо (14 юни 1310 г.). След като той се проваля и установяването на сеньория е предотвратено, дожът Пиетро Градениго създава Съвета на десетте, на който е възложена задачата да потиска всяка заплаха за сигурността на държавата.
Във венецианския хинтерланд войната, водена от Мастино II дела Скала, причинява сериозни икономически загуби на венецианската търговия, така че на 14 юли 1336 г. Венеция дава началото на Антискалиджерската лига. На следващата година коалицията се разширява още повече и Падуа се връща под властта на рода Да Карара. През 1338 г. Венеция превзема Тревизо – първото ядро на Континенталните владения (Stato da Tera), а през 1339 г. подписва мирен договор, в който Скалиджери обещават да не се намесват във венецианския търговия и да признаят суверенитета на Венеция над Тревизанската марка.
През 1343 г. Венеция участва в Смирненските кръстоносни походи, но участието ѝ е спряно поради обсадата на Задар от унгарците (12 август 1345 – 21 декември 1346). Генуезката експанзия на изток, причиняваща чумата от 1348 г., довежда до подновяване на съперничеството между двете републики и през 1350 г. те се изправят една срещу друга във Войната за проливите, продължила до 1355 г. След поражението в битката при Сапиенца (4 ноември 1354 г.) дожът Марино Фалиеро се опитва да установи градска сеньория, но превратът е осуетен от Съвета на десетте, който го осъжда на смърт на 17 април 1355 г. Последвалата политическа нестабилност убеждава Лайош I Велики да атакува Далмация, която е завладяна на 18 февруари 1358 г. с подписването на Задарския мир. Слабостта на републиката тласка Крит и Триест към въстание, но бунтовете са потушени, като по този начин отново се потвърждава венецианското господство над Морските владения.
Схватките между венецианци и генуезци се подновяват и през 1378 г. двете републики се изправят една срещу друга във войната за Киоджа. Първоначално генуезците успяват да завладеят Киоджа и обширни области от Венецианската лагуна, но в крайна сметка венецианците надделяват. Войната приключва окончателно на 8 август 1381 г. с Торинския мир, който постановява излизането на генуезците от надпреварата за господство над Средиземноморието.

### Териториално разширение (XV век)
С избухването на войната за наследството на Аквилейската патриаршия (1381 – 1388) Да Карара успяват да завладеят по-голямата част от Венето и напълно обграждат Венецианската лагуна. Заплахата от Да Карара кара дожа Антонио Вениер да се съюзи с херцога на Милано Джан Галеацо Висконти. Висконти през 1388 г. побеждава войските на Да Карара, принуждавайки Франческо I да Карара да абдикира в полза на сина си Франческо II, който обаче успява да си върне Падуа през 1390 г. Въпреки това силната миланска експанзия започва да тревожи венецианците, които, след като си възвръщат Тревизо и подчиняват Падуа, решават да се съюзят с Флорентинската република срещу Висконти. На 1 декември 1400 г. Микеле Стено е избран за дож, който, след като разбива генуезката флота при Модоне, успява да завладее по-голямата част от вътрешността на Венето през 1405 г., като получава подчинението на важни градове като Виченца, Верона, Ровиго, Белуно и Падуа. Венецианската експанзия тревожи император Сигизмунд Люксембургски, който през 1418 г. се съюзява с новия патриарх на Аквилея Лудвиг Тек срещу Венеция. Дожът Томазо Мочениго решава да започне настъпление, като завладява Фриули и Кадоре, които са окончателно присъединени към Континенталните владения през 1420 г. – годината, в която Кралство Унгария връща Далмация на Венеция.
След смъртта на Мочениго на 15 април 1423 г. Франческо Фоскари е избран за дож и неговата експанзионистична политика води до влизане във война срещу Миланското херцогство. През 1427 г. битката при Кремона (юли) и битката при Маклодио (12 октомври) позволяват на Венеция да премести границата си до река Ада, завладявайки ломбардските градове Бергамо, Бреша, Крема и териториите на Вал Камоника. Ломбардските войни продължават с битката при Сончино (март 1431 г.) и битката при Делебио (18-19 ноември 1432 г.), и двете спечелени от миланците, и водят до смъртна присъда за предателство на кондотиера Франческо Бусоне, граф на Карманьола. След като защитава Бреша и езерото Гарда с военния инженерен подвиг на Galeas per montes ( декември 1438 – април 1439), на 20 ноември 1441 г, Кремонският мир постановява венецианското владение на Пескиера, Бреша, Бергамо и част от района на Кремона. Освен това през същата година Венецианската република придобива във владение Романя и Роверето. Създаването на Златната амвросианска република на 14 август 1447 г. дава възможност на Венецианската република да окупира Лоди и Пиаченца и на 9 април 1454 г. с подписването на мира от Лоди Милано признава венецианската граница по река Ада. След скандал през 1457 г. Франческо Фоскари е принуден да подаде оставка след над 34 години на дож – най-дългият в историята на Република Венеция.
Експанзията на Османската империя в Гърция предизвиква първата турско-венецианска война през 1463 г., която позволява на Венеция да завладее Метони, Имброс, Тасос, Самотраки и Атина благодарение и на помощта на албанския княз Скендербег. Първоначалните венециански успехи са спрени от Мехмед II, който през 1470 г. обсажда Негропонт, завладява го и след като губи и голяма част от Цикладите, през 1479 г. Венеция подписва мир с османците. Претенциите на Ерколе I д’Есте върху Полезине и създаването на нови солници в долините на Комакио предизвикат Солната война през 1482 г., която приключва през 1484 г. с венецианска победа. През 1489 г. остров Кипър, преди това държава на кръстоносците, е анексиран, отстъпен от последния си владетел, венецианката Катерина Корнаро. По този начин, завръщайки се в родината си и дарявайки кралството си на дожа, кралица Катерина му предава титлата на монарх на Кралство Кипър, Йерусалим и Армения и Принцът на Венеция се възползва от нея от този момент нататък. През 1495 г. Венеция успява да прогони Шарл VIII от Италия благодарение на битката при Форново (6 юли), отблъсквайки първата от поредица френски атаки. Временно в началото на XVI век Кремона, Форли, Чезена, Монополи, Бари, Барлета и Трани също са венециански. Освен това, през 1508 г. кондотиерът Бартоломео д'Алвиано влиза в град Порденоне, като го отнема от Хабсбургите и го завладява от името на Република Венеция.
С тази експанзия обаче венецианците влизат в конфликт с Папската държава за контрола над Романя. Това води до създаването на Камбрийската лига срещу Венеция през 1508 г., в която папа Юлий II, кралят на Франция Луи XII, императорът на Свещената Римска империя Максимилиан I и кралят на Арагон Фернандо II се обединяват, за да унищожат Венеция. Въпреки че на 14 май 1509 г. французите побеждават в битката при Анядело армиите на лигата, те трябва да спрат на ръба на Лагуната: коалицията скоро се разпада и Венеция се оказва в безопасност, без да е претърпяла сериозни териториални загуби; обаче флотът е почти напълно унищожен в битката при Полезела (22 декември 1509 г.) под артилерийския огън на Есте.
Републиката трябва да се откаже от упражняването на политически натиск върху малкото херцогство, но границите остават установени на тези, отбелязани в края на Солната война през 1484 г. Конфликтът продължава до 1516 г., когато Венеция, след като се съюзява с Кралство Франция, побеждава силите на Свещената лига, възвръщайки си пълното владение на Тераферма. С Договора от Нойон (13 август 1516) Венеция губи горната долина на река Изонцо (Гасталдия Толмино с Плецо и Идрия) в полза на Графство Гориция и Градишка, но запазва Монфалконе.

### Сблъсък с Османската империя (XVI – XVIII век)
От началото на XV век друга опасност заплашва републиката: експанзията на Османската империя на Балканите и в Източното Средиземноморие.
През XVI век наследникът на Сюлейман I на османския трон, Селим II, подновява военните действия срещу оцелелите венециански владения на изток, като атакува остров Кипър, който пада след дълга и героична съпротива (обсада на Фамагустаː 22 август 1570 – 4 август 1571). Венеция реагира, като изпраща флот в Егейско море и установява отношения с папа Пий V с цел създаване на Свещена лига, която да подкрепи военните усилия на Венеция. Тя, сформирана на 25 май 1571 г., вижда силите на Венеция, Испания, Папството и Империята обединени под командването на Хуан Австрийски, брат на краля на Испания Филип II. 236-те християнски кораба, събрани в залива на Навпакт (Лепанто), се сблъскват с 282-та турски кораба, командвани от Муефдзинанзаде Али паша. На 7 октомври 1571 г. е и битката при Лепанто, водена от обяд до залез слънце, която завършва с победата на Свещената лига. Въпреки победата при Лепанто, изправена пред нежеланието на Филип II да продължи да помага на републиката и пред изтощената си държавна хазна, изтощена от конфликта и търговската криза, Венеция е принудена да подпише мирен договор и да отстъпи на османците о-в Кипър и други владения по бреговете на Пелопонес. Този договор поставя началото на военния и морски упадък на Венеция.
През XVII век, след дълъг конфликт (1645 – 1669), Ираклио също е загубен след обсада, продължила над 20 години. Въпреки това Венеция все пак успява да завладее отново цяла Морея (днешен Пелопонес) през 1684 – 1687 г., благодарение на способността на последния си велик кондотиер Франческо Морозини след Карловицкия мирен договор на 26 януари 1699 г. Но Морея скоро е завладяна отново от Османската империя през 1718 г., също поради липсата на подкрепа от гръцкото население.
С Пожаревацкия мирен договор от 21 юли 1718 г. Венеция трябва да отстъпи на турците последните крепости, които все още притежава близо до Ираклио, и да се откаже от Морея (древното владение на Пелопонес, загубено с кампаниите от 1715 г.), но успява да запази островите в Йонийско море и да разшири собствените си владения в Далмация.
През XVIII век Венецианската република, след като постепенно губи силата си, се установява да следва политика на консервация и неутралитет. Това е придружено от все по-намаляващия динамизъм на политическата класа, свързан все повече с нарастващите поземлени интереси на венецианския патрициат на континента. След това това претърпява все по-мащабно въвеждане на нови семейства в аристокрацията, насочено към подпомагане на икономиката на държавата благодарение на богатото заплащане, осигурено от новите благородници при вписване в Златната книга на италианската аристокрация на патрициата и за укрепване на връзките с управляващите класи на континента. Въпреки това в този период Венеция, макар и сега политически на път да упадне, все още блести от гледна точка на своя културен профил с имената на Вивалди в музиката, Голдони в литературата и Тиеполо и Каналето в живописта.
Не липсват и военни намеси, особено срещу берберското пиратство, с експедициите от 1766 и 1778 г. срещу Триполи и по-мащабната от 1786 – 1787 г., когато градовете Сфакс, Бизерта и Тунис са бомбардирани под ръководството на Анджело Емо.
В навечерието на новия XIX век венецианският обществен живот най-накрая е обезпокоен от вътрешнополитически проблеми, причинени от новите идеи, въведени от Френската революция, на които правителството, заставайки на строго консервативни позиции, не е в състояние да осигури ефективна реакция. Тази ситуация благоприятства окончателното падане на републиката, за което широко разпространеният страх на аристократичната класа от избухването на якобински бунтове, които реално не се осъществяват, не е второстепенна причина.

### Наполеонови войни и край
По време на Италианската кампания, проведена от революционна Франция, Венецианската република е нападната от френските войски на Наполеон Бонапарт (1797 г.), които окупират континента, достигайки до краищата на Лагуната. След френските заплахи за навлизане в града, на сесията от 12 май 1797 г. дожът и магистратите свалят знаците на властта, а Висшият съвет абдикира и обявява републиката за разпусната. На 15 май 1797 г. абдикиращият дож Лудовико Манин напуска завинаги Херцогския дворец и на 16 май властта преминава към временен муниципалитет, поставен под контрола на френското военно командване. Това става сред всеобщия страх от бунт, предизвикан от залповете за поздрав на верните войници истри и далматинци, които се подчиняват на заповедта за евакуация, дадена, за да се избегнат сблъсъците. Така Наполеон влиза във Венеция без почти нито един изстрел, освен артилерийския залп, нареден от форт Сант Андреа, който унищожава френската фрегата Le Libérateur d'Italie, докато се опитва да навлезе в лагуната. Малко след това Истрия и Далмация – вече падналата родина, също се предават на французите.
Очакванията на италианските просветители, заблудени, че пристигането на войските на Наполеон ще накара идеалите за свобода, които са се утвърдили отвъд Алпите с Френската революция, да триумфират и на Италианския полуостров, са предадени от Наполеон. В Договора от Кампо Формио, подписан на 17 октомври 1797 г., Франция разделя Северна Италия с Ерцхерцогство Австрия, към което са присъединени Венеция и нейните територии, като по този начин слага края на Венецианската република.

## Политика
След лангобардската окупация и прогресивната миграция на римското население се раждат нови крайбрежни селища, в които местните събрания, комициите, избират трибун, който да управлява местната администрация, увековечавайки римския обичай, започнал през последните години на Западната Римска империя. Между края на VII и началото на VIII век нова политическа реформа засяга Venetia: подобно на другите византийски провинции тя се трансформира в херцогство, начело на което е дож. След краткия режим на магистър милитум, през 742 г. изборът за херцог е прехвърлен от Византийската империя към местните събрания, като по този начин се поставя началото на херцогската монархия, която продължава с възходи и падения до XI век.
Ако първата стабилна форма на участие на патрициата в управлението на властта се случва с институцията на Curia ducis (Херцогската курия, т.е. политико-административен орган, отговорен за изпълнението на някои политически функции), започвайки от 1141 г. с началото на периода на комуните, неудържим процес на ограничаване и отстраняване на херцогската власт от част от зараждащата се търговската аристокрация се събира в Висшия съвет (на итал. Maggior Consiglio) – най-голямото събрание на Комуна Венеция. През XII век народното събрание  Кончо (на итал. Concio) постепенно е лишено от всички свои правомощия и, подобно на италианските градски сеньории, властта във Венеция започва да се концентрира в ръцете на малък брой семейства. За да се избегне раждането на сеньория и да се намали силата на старите домове (Венециански патрициат), на 28 февруари 1297 г. е извършен Локаут на Висшия съвет (на итал. Serrata del Maggior Consiglio) – мярка, която увеличава броя на членовете му, оставяйки броя на семействата непроменен и следователно изключвайки навлизане на новата аристокрация.
Между XIII и XIV век властта на дожа става чисто формална, а тази на народните събрания нулева, макар че Кончо е премахнато официално едва през 1423 г. Това постановява раждането на олигархична и аристократична република, която продължава да съществува до падането на Венецианската република. Организацията на държавата е поверена на много благородници, разделени на множество събрания, които обикновено остават на поста си по-малко от година и се събират в Двореца на дожите във Венеция – политическият център на републиката.

## Държавно управление

### Дож
Дожът (от латински dux, т.е. вожд) е държавен глава на Венецианската република. Длъжността е доживотна и името му се появява на монети, херцогски були, съдебни присъди и писма, изпратени до чужди правителства. Неговата най-голяма власт е да обнародва закони. Също така командва армията по време на война и кара магистратурата Сопрагасталдо да изпълнява всички съдебни присъди от негово име. Изборът му се прави от събрание от 41 избиратели, избрани след дълга поредица от избори и жребий, за да се избегнат изборните измами. След като бъде избран, дожът има задължението да произнесе херцогска клетва (на лат. promissio domini ducis), с която обещава лоялност към републиката и са признати ограниченията на неговите правомощия.
Светлейшата Сеньория (на итал. Serenissima Signoria) е най-висшето събрание на венецианската правителствена система и е съставена от дожа, Низшия съвет (на итал. Minor Consiglio) и тримата лидери на Съвета на четиридесетте (Quarantia Criminale). Сеньорията има основната задача да председателства основните събрания на държавата: Колегията на мъдреците (на итал. Collegio dei Savi), Големия съвет, Сената и Съвета на десетте (на итал. Consiglio dei Dieci). Членовете на Сеньорията също имат властта да предлагат и гласуват закони в председателстваните събрания и да свикват Големия съвет по всяко време. 
Низшият съвет се избира от Висшия съвет и се състои от шестима съветници, избирани по трима на всеки осем месеца; тъй като остават на поста си една година, тримата напускащи съветници играят ролята на Низши съветници в продължение на четири месеца и председателстват Quarantia Criminale, представляваща Сеньорията. В рамките на Низшия съвет е избиран един от тримата Държавни инквизитори (магистратура, занимаваща се наблюдения на разпространението на държавни тайни) и след смъртта на дожа е избиран вицедож, който е начело на републиката с останалата Сеньория.
През вековете 120 дожи са следвали един след друг във Венеция. Най-известните от тях  са:
- Паоло Лучо Анафесто, първи дож на Венеция
- Пиеро II Орсеоло, установява венецианско господство в Адриатическо море, завладявайки Далмация
- Енрико Дандоло,  дови Венецианската република до господството над Византийската империя, давайки началото на морската империя на Венеция.
- Марино Фалиеро, обезглавен заради опит да основе градска сеньория
- Франческо Фоскари, разширява владенията на републиката на континента (т. нар. Stato da terra)
- Леонардо Лоредано, кара Венеция да се съпротивлява срещу известната Камбрийска лига – коалицията на най-важните европейски държави срещу Венеция.
- Франческо Морозини, ръководи Венеция при завземането на Морея (Пелопонес) – последната голяма победа на републиката срещу Османската империя
- Лудовико Манин, последен дож на Венеция.

### Съвет на мъдреците
Съветът на мъдреците (на итал. Collegio dei Savi), основан през 1380 г., за да ограничи властта на дожа, е съставена от три подкомисии, наречени „ръце“ (mani): Мъдреците на Съвета (Savi del Consiglio), Мъдреците на Континента (Savi di Terraferma) и Мъдреците на заповедите (Savi agli Ordini). Тя представлява върха на изпълнителната власт, избира се от Сената и когато е председателствана от Светлейшата Сеньория ̈(Serenissima Signoria), носи името Пълна колегия ̈(Pien Collegio). 
- Мъдреците на Съвета са шест и определят дневния ред на работата на Сената
- Мъдреците на континента са петː 
  - Мъдрец на церемониите
  - Мъдрец, който се занимава с изпращането на законите
  - Трима действителни министри: Мъдрец Касиер (Savio Cassier) – аналог на министър на финансите, е висшестоящ и близък сътрудник на камерленга, Мъдрец на писанията (Savio alla Scrittura) – аналог на военния министър, отговаря за икономическото управление на войските и военното правосъдие и Мъдрец на наредбите (Savio alle Ordinanze), отговаря за управлението на Cernidе – местните отбранителни милиции
- Мъдреците на заповедите, първоначално отговорни за управлението на флота и търговията, постепенно губят значение.

Пълната колегия има за своя основна функция поддържането на връзки с чужди държави и с Църквата, посреща посланици, нунции на подвластни градове и членове на духовенството.

### Висш съвет
Висшият съвет (на итал. Maggior Consiglio) е съставен от всички благородници на възраст най-малко 25 години, регистрирани в Златната книга на благородниците и притежаващи законодателна и избирателна власт. Първоначално съставен от около 400 членове, неговият размер се увеличава значително след реформата на Висшия съвет, дотолкова че през XVI век 2095 благородници участват в сесия, а през 1527 г. имащите право да заседават достигат 2746 души. Всеки член на Висшия съвет има право да гласува и да предложи нов закон, който след това трябва да бъде одобрен от самия съвет, който също се погрижва за реформирането и отмяната на законите. Докато законодателната власт се държи предимно от Сената, изборната власт е почти изключителна на Висшия съвет. Съветът избира 84 магистратури, включително: Нисш съвет, Сенат, Съвет на 40-те, Съвет на десетте, Велик канцлер и Avogadoria de Comun, както и всички капитани на народа, подести, надзорници, камерленги и непряко дожa.

### Главни магистрати
- Сенат, известен също като Съвет на Прегади-те (на итал. Consiglio dei Pregadi), той има предимно законодателна власт. Съставен от около 300 членове на възраст над 35 години, 120 са сенатори, избрани от Висшия съвет (60 плюс 60 допълнителни), към които са добавени Съветът на десетте, Съветът на 40-те, Съветът на мъдреците и много други магистратури, които често имат изключително право да гласуват или да предлагат закони. Сенатът е отговорен за законодателството главно във финансовата, търговската и външната политика.[69][70]
- Съвет на четиридесетте (Quarantia)ː органът, който притежава максималната съдебна власт, той е разделен на: Quarantia Criminale, за наказателни процеси, Quarantia Civil Vecchia и Quarantia Civil Nuova, за граждански процеси в Догадо и в континенталните владения, и на два състава от по 15 и 25 членове за маловажните дела. Всеки от Quarantie е съставен от четиридесет члена, които, добавени към тези на колегиите, правят 160 членове. Съдиите се сменят, започвайки от колегиите и след това пристигат в Quarantia Criminale и работят осем месеца във всяко свикване, оставайки на поста две години и осем месеца.[71][72]

- Avogadoria de Comunː подобно на днешната Прокуратура представлява интересите на общността и държавата. Адвокатите остават на служба в продължение на 16 месеца и също са отговорни за изготвянето на златната книга, в която са регистрирани всички онези, които имат право да заседават в Висшия съвет.[73]
- Съвет на десетте (на итал. Consiglio dei Dieci)ː съдебен орган, създаден след заговора на Тиеполо (1310). Състои се от десет членове, които имат за цел да гарантират сигурността на републиката и нейното правителство по всякакъв начин. Занимава се особено с политическите престъпления, а властта му е толкова широка, че през 1355 г. дори осъжда на смърт дожа Марино Фалиеро. Имайки такава широка власт, длъжността трае само година и освен това Десетте не могат да упражняват други обществени функции и нямат роднински връзки помежду си. За да се гарантира тайната на неговите действия, на съвета е поверена парична сума, която той управлява независимо. Тези, които имат по-голяма власт в рамките на съвета, са Тримата държавни инквизитори (Tre inquisitori di Stato), които могат да заменят обикновените съдии и да действат тайно.[74]

## Административно деление
Основното административно подразделение на Венецианската република е регимент (на итал. regimento), тоест малки територии начело с град, управлявани от подест. Региментите се раждат едва през първата половина на XV век благодарение на механизма на подчинението на дадено селище на завоевателя. Венецианската република изисква свалянето на господаря, който е заменян незабавно с ректор, след което посланиците на града отиват във Венеция, където се определя неразривната връзка на града с Републиката. Благодарение на този механизъм Венецианската република успява да включи много територии.
За да управлява най-важните полкове по безпристрастен и ефективен начин, подестът е избиран измежду членовете на венецианския патрициат, докато във второстепенните регименти ректорът често е избиран измежду местната аристокрация. Въпреки това законите и администрацията се различават значително в зависимост от особеностите на самия регимент, следователно републиката оставя голяма свобода на управление на подестите, които в края на своя мандат, след максимум четири години, обаче са задължени да изнесе отчет за администрирането им.
Подестът, който в зависимост от администрираната територия се нарича също ректор, байло, граф или губернатор, в по-големите регименти е подпомаган от двама съветници и други администратори. Армията и полицията са под командването на капитан, докато границите са наблюдавани от кастелани. Канцлерите раздават правосъдие, докато финансите се управляват от камерленги. Генералните надзорници действат над подеста, и те, освен че имат властта да избират ректорите в случай на опасност, обикновено участват в надзора над подестите, като изпращат надзорници, наречени sindici inquisitori.
Региментите образуват три административни области:
- Догадоː първоначалната територия на републиката. Включва Венеция и нейната лагуна и е разделена на девет окръга. Всеки окръг се управлява от патриций с титлата „подест“. Окръжните градове са Каорле, Торчело, Мурано, Маламоко, Киоджа, Лорео, Каварцере и Гамбараре, докато град Градо се управлява от граф.[82] Първоначално се простира по цялото венецианско крайбрежие от Градо до Каварцере и постепенно премества южната си граница до Горо, по делтата на река По; разширението на континента е ограничено до между 7 и 19 км.[83]
- Stato da Marː Морските владения на Венеция, наречени така на венециански език, се състоят от отвъдморските територии, завладени от Венецианската република. Региментите на морските владения докладват на Генералния надзорник на морските владения (Provveditore Generale da Mar), който живее на остров Корфу. По време на експанзията си венецианците установяват серия от владения в цялото Източно Средиземноморие, които преминават от Истрия до Далмаци, включително Албания и Йонийските острови. По-нататък на изток Републиката завладява голяма част от Гърция, по-специално Цикладите, Пелопонес и Негропонт, както и големите острови Крит и Кипър[84]. В допълнение към териториите, пряко доминирани от Венеция, Stato da Mar също включва различни феодални владения, управлявани от големите благороднически семейства от онова време. Тези господарства съответстват на различните Егейски острови, но също така са установени в Атина и Галиполи[85].
- Stato da Teraː Континенталните владения на Венеция, наречени така на венециански език, се състоят от териториите на Северна Италия, завладени от Венеция, където в случай на война командването на армиите се поема от генералния военен интендант. Основните континентални владения са териториите на Падуа, Марка, Виченца, Веронезе, района на Бреша, района на Бергамо, района на Кремона, Фриули, Полезине и Кадоре.[86]

## Въоръжени сили и обществена сигурност

### Флот
Флотът е основната въоръжена сила на републиката в продължение на векове, поне до XV век, когато е подкрепен и от сухопътна армия. Той се управлява от Магистратурата на Морската милиция (Magistrato alla Militia da Mar) – нещо като министерство, съставено от различни магистрати, които разделят задачите за управление на подготовката на флота, оръжия и екипажи. Подготовката на флота се ръководи от надзорниците на Венецианския арсенал, който е ключовата структура на венецианския флот. В този обширен комплекс от работилници и корабостроителници се строят и въоръжават корабите. Арсеналът съдържа и няколко школи, в които се обучават кадри, също с помощта на френски и английски работници, за да направят строителството на кораби и плавателни съдове по-ефективно и по-качествено. Подготовката на флота се решава от началниците по въоръжението, които се грижат за поддръжката на изведените от експлоатация кораби и разпределението на войниците и гребците. Вместо това операциите по набиране на моряци се извършват от председателите на Морската милиция, които след Кандийската война започват да набират персонал от чужбина, а не само от територията на републиката.
Флотът, разположен в Stato da Mar (Морските владения на Венеция), се управлява от генералния надзорник на Морските владения (Provveditore Generale del Mar), който живее в Корфу, а в отвъдморските владения също отговаря за армията и администрацията. По време на война командването се предава на Генерален морски капитан, който се избира незабавно и има по-широки правомощия от генералния суперинтендант. Флотът е разделен на малка армия и голяма армия. Малката армия е съставена от галери и галеаси и командващите адмирали, всички патриции, имат различни степени на специализацияː има такива, които отговарят за корабоплаването по реки и езера, такива, занимаващи се с войната срещу пиратството, и такива, отговорни за наблюдението на островите. Голямата армия, съставена от военни кораби, се управлява по време на война от комисаря на армията и командването на корабите е възложено на морски офицери, които не принадлежат на Венецианския патрициат. До края на XVI век голямата армия се използва и за защита на търговски кораби.

### Армия
През XV век разширяването и завладяването на континенталните владения налага да се прибегне до наемнически дружини, за да могат да се оборудват със сухопътни сили. Организацията на войските и наемниците се управлява от набор от надзорници, които са координирани от Инквизиторите над ролите (Inquisitori sopra i ruoli), ръководени от Мъдреците на континента (Savi di Terraferma), които отговарят за докладването и управлението на войските и за тяхното оборудване. През XVI век са създадени Cernide – териториални милиции, управлявани от ректора на регимента и съставени от около сто мъже, посветени на защитата на континенталните и на морските владения, където те приемат името "craine"; управлявани са от Мъдреца на заповедите. По време на война армиите се координират от Генералния континентален капитан (на итал. Capitano Generale di Terraferma), обикновено опитен наемник, подкрепян от Генералния суперинтендант, и който приема заповеди от Мъдреца на писанията (Savio alla Scripture) – министъра на войната.

### Полиция
Редът на град Венеция се ръководи от полицейски сили, координирани от шестимата Господари на нощта (на итал. Signori della Notte), които имат  правомощието да арестуват престъпници денем и нощем. Освен тях по улиците патрулират и лидерите на контрадата (т.е. на квартала). Редът обаче се ръководи и от различен брой надзиратели. Престъпления като изнасилване и богохулство да регулирани от Екзекуторите на богохулството, които също се грижат за контрола на публичните домове. Надзорниците на помпозността контролират ексцесиите на благородниците. Магистратите контролират здравето и здравословното състояние на обществените места. Новото правосъдие контролира измамите, а цензорите контролират корупцията сред държавните служители. За политически и по-вътрешни проблеми Републиката понякога също прибягва до използването на убийци и разполага с мрежа от шпиони, сравнима с модерните тайни служби.

## Образователна система
Преди търговския блясък на XIV век образованието за аристократичната класа се ръководи единствено от семействата или, в случай на изпълнение на волята на починалия родител, от Прокураторите на Свети Марк (на итал. Procuratori di San Marco – най-престижната пожизнена длъжност във Венецианската република, веднага след дожа), които наемат учители, обикновено духовници. Основна част от началното образование е преподаването на четене, граматика, морал и философия чрез четене на множество текстове, включително Disticha Catonis (колекция от четири книги със сентенции и поговорки, всяка изразена под формата на куплет от хекзаметри) и Doctrinale Puerorum (граматика, написана в началото на XIII век от френския монах Александър дьо Виледийо).
В началото на XIV век църковното учение се свива, което води до увеличаване на мирските учители и причинява прогресивно увеличаване на разходите за образование. Венеция става силна привлекателна за преподавателите, които започват да се стичат от цяла Европа, по-специално от Германия. В тази епоха образованието е предимно частно. За да допълнят заплатата си, учителите обикновено упражняват и професията на нотариус или са членове на държавната канцелария. Качеството на образованието като цяло е основно за практикуването на търговия, следователно е необходимо човек да се научи на писане и смятане, по-специално се преподават счетоводни операции като използването на двустранно счетоводство.
С разпространението на непрофесионалните учители и началото на Ренесанса Държавата започва да регулира сектора, създавайки държавни училища, в които учителите са държавни служители, на които обикновено се предоставят, в допълнение към заплатата, стая и пансион, както и таксите, които имат различни цени в зависимост от нивото на образование. Поради търговското призвание на Венеция изучаването на хуманитарни дисциплини като цяло е възпрепятствано в полза на икономическите – състояние, което обаче постепенно се променя. 
Образованието на високо ниво обикновено се предоставя във вътрешността на Венето, по-специално в Падуанския университет или в структурите в района на Тревизо. Освен това училищната система на цялата република се управлява от Падуанския университет благодарение на намесата на трима ректори, избрани измежду най-ерудираните благородници на републиката. Впоследствие се разпространяват голям брой все по-специфични обществени училища, като благородническата академия в Джудека и военната академия във Верона, а научните и литературни институти се умножават, като Библиотека Марчана. Училищата също са широко разпространени в морските територии, по-специално в Палманова, Распо или Пазино, а женското образование също се взима в предвид.

## Символи
Още от открадването на тялото на евангелист Марк от Александрия през 828 г. и пренасянето му във Венеция Венеция установява специална и много специфична връзка със своя покровител. Тази връзка, породена от особената важност на реликвата и преди всичко от особената връзка, съществуваща между светеца и църквите в Североизточна Италия, които водят началото си от неговата проповед, води до това светецът-покровител да бъде считан за пазител на суверенитет на Държавата, превръщайки се в неин символ. Така Републиката обича да се нарича Република Свети Марк и нейните земи често са известни като „Земи на Свети Марк“. Така крилатият лъв – символ на евангелиста, се появява в нейните знамена, гербове и печати, докато самите дожи са изобразявани коленичили при коронацията, в акта на получаване на знамето от светеца.
„Да живее Свети Маркǃ“ е бойният вик на Венецианската република, използван до нейното разпадане през 1797 г. след италианската кампания на Наполеон и във възродената република, управлявана от Даниеле Манин и Николо Томазео. Викът „Свети Маркǃ“ се използва от военния персонал на Лагунен полк „Светлейша“ във всяка официална дейност или церемония, тъй като днешните лагунни войници от Италианската армия са наследили традициите на морската пехота на Венецианската република.
Единственият конен орден на Републиката е Орденът на Свети Марк или на дожа.

## Общество

### Социални класи
Започвайки от XIII век, венецианското общество ясно разграничава две социални класи:
- Патрицииː Венецианската аристокрация е сравнително отворена социална категория: първите са преките потомци на първите Трибуни и техните магистрати, към които са добавени семействата, които активно и преди всичко икономически участват във войната за Киоджа (1378–1381), Кандийската война (1645-1669) и Морейската война (1684-1699). През 1774 г. всички тези благороднически домове от Континенталните владения също са добавени към Златната книга на аристокрацията. Златната книга се управлява от Avogadori de Comun (Прокуратура на комуната) и съдържа списъка на всички раждания и сватби на патрициата.[104] Аристокрацията не е само класа от привилегировани хора, но и професионални държавни служители и всички те биват образовани – най-богатите в Падуанския университет, а обеднялата аристокрация (барнаботи) се обучават безплатно на о-в Джудека.[105] За да се предотврати концентрацията на властта в няколко ръце, да се осигури определено текучество и да се позволи на най-голям брой аристократи да имат работа, всички тези позиции са краткотрайни, често продължаващи само година и често са лошо платени. Благородниците нямат право да имат връзки с чужденци, да напускат границите на републиката, да искат помилвания и да раздават пари; дворянството се запазва и след съдебни обвинения и предателство към родината.[106]
- Гражданиː венецианското гражданство е три вида:[107]
  - Граждани по произход: местните жители на Венеция или от венециански семейства до трета степен се радват на пълно гражданство, с изключение на евреите. Първоначалните граждани също имат право да заемат публични длъжности, като могат да станат канцлери, секретари, адвокати и нотариуси. Освен това гражданите се обединяват в сколи – религиозни или професионални братства, които предоставят взаимна помощ на всички членове и позволяват да се определят правила за различните професии, които се извършват във Венеция[108]
  - Граждани de intraː новопристигналите по заслуги се радват на пълно гражданство и гаранцията на държавата в рамките на границите, и всъщност им е позволено да изпълняват някои работни места вътре в града.
  - Граждани de extra: това също е гражданство, предоставено по заслуги, но е пълно – позволява да се плава и търгува като гражданин на Венеция.

### Евреи
Първите доказателства за еврейското присъствие във Венеция датират от 932 г. През XII век общността има около 1000 членове и е създадена в Местре, а не на о-в  Джудека, както се смята дълго време. Всеки ден евреите напускат Местре и отиват във Венеция, по-специално в кварталите Сан Марко и Риалто, където им е позволено да работят; тук те търгуват със стоки и отпускат парични заеми, докато някои упражняват медицинска професия. Лихварската работа е необходима за функционирането на бизнес дейностите в града и следователно, въпреки че нямат гражданство и не им е позволено да живеят там или да купуват къщи, евреите са допускани в столицата с разрешителни, които се подновяват на всеки пет или десет години. С указ от 22 май 1298 г. е поставен лимит върху лихвения процент по заемите, който е определен между 10% и 12%, и в същото време е наложен данък от 5% върху търговския трафик.
През 1385 г. на група еврейски лихвари е разрешено да живеят в Лагуната за първи път. На 25 септември 1386 г. те поискват и получават закупуването на част от земята на манастира „Сан Николо ал Лидо“, за да погребат своите починали, създавайки еврейското гробище във Венеция, което все още функционира днес. Към края на XIV век ограниченията за евреите се увеличават и им е позволено да останат в града само две седмици; освен това те са принудени да носят жълт кръг като отличителен знак, който през XVI век се трансформира в червена кърпа.
След поражението при Анядело (14 май 1509) от Камбрийската лига много евреи от Виченца и Конеляно намират убежище в Лагуната, което затруднява съжителството с християните. След социално напрежение, на 29 март 1516 г. Венецианското гето е създадено там, където преди са били леярните, а през 1541 г. то е разширено, за да освободи място за левантийските евреи. Работата на евреите е поставена под надзора на магистратите към Катавер и освен управлението на заложните къщи в гетото им е разрешено и да търгуват със стоки втора употреба, което прави гетото важен търговски център. Гетото е разделено на общности въз основа на тяхната страна на произход, всяка със собствена синагога. Преди чумата от 1630 г. общността наброява почти 5000 души и гетото е пълно с търговска дейност.
След чумата гетото е заселено отново от някои източноевропейски евреи и през 1633 г. то е разширено. Междувременно Венеция е загубила централната си роля и еврейската общност също започва да намалява; данъците към нея се увеличават и започват да възникват сектантски движения. Ситуацията се влошава, докато през 1737 г. общността не обявява фалит.

### Издателска дейност
Печатът и другите графични изкуства представляват процъфтяващ икономически сектор на Венецианската република и основното средство за разпространение на венециански знания и открития в техническите, хуманитарните и научните области. Раждането на венецианската издателска дейност датира от XV век, по-специално от 18 септември 1469 г., когато благодарение на германеца Йохан фон Шпейер венецианското правителство приема първия закон за защита на издателите, предоставяйки привилегия за печат, която дава на издателя изключителното право за отпечатване на определени произведения. В допълнение към германската общност, френската общност, водена от Николас Йенсон, също притежава повечето от венецианските печатници към края на XV век.
Между 1495 и 1515 г. Алдо Мануцио доразвива венецианското книгоиздателство благодарение на три нововъведения, които по-късно се разпространяват в цяла Европа: октаво, курсив и запетая. Тези изобретения му позволяват да стане най-големият венециански издател и следователно привличат големите хуманисти на времето, включително Пиетро Бембо и Еразъм Ротердамски. След Мануцио много други италиански предприемачи като флорентинецът Лукантонио Джунти отварят печатници във Венеция, които към края на XVI век достигат 200, всяка с по-високи тиражи на книги от средните за европейските градове. Голямото количество печатници, разпръснати из венецианската територия, правят град Венеция лидер в сектора, дотолкова че през последните двадесет години на XV век в Европа една книга от десет е отпечатана във Венеция. Книжната продукция във Венеция е насърчавана не само от правилата в полза на издателите, но и от липсата на цензура. Всъщност във Венеция през XVI век са отпечатани произведения, забранени в останалата част на Европа, като „Похотливите сонети“ на Пиетро Аретино.

### Езици
Венецианският език е романски език, произлизащ от простонародния латински, говорен от романизираните венецианци от III век пр.н.е. (и следователно повлиян от древния венетски език). Защитената позиция на Догадо благоприятства запазването на латинския език, който в останалата част на Северна Италия вместо това претърпява намеса от галския субстрат. Във Венеция латинският език продължава да се съпротивлява дълго време дори в писмената си форма, тъй като повечето нотариуси са духовници и следователно го познават. Друга особена характеристика на Венеция е тясната търговска и културна връзка с Изтока, по-специално с Византийската империя и с териториите, които дават началото на Османската империя през XIII век. Тази връзка означава, че венецианските търговци асимилират в своя език различни думи, произлизащи от средногръцкия и арабския, но също и от провансалския, който се използва като лингва франка сред търговците.
Първият текст на венециански език е търговски документ, датиращ от 1253 г. – период, в който най-разпространеният писмен език все още е латинският, въпреки че през XV век венецианският език се разпространява в целия средиземноморски басейн като лингва франка. 
Венецианският обаче не се утвърждава като литературен език, тъй като още през XIII век романските езици, на които е съставена литературата, са флорентинският простонароден език, окситанският език на трубадурите, също активни във венецианските дворове, и езика ойл. Доказателство за това е фактът, че Марко Поло избира езика ойл, докато Бартоломео Дзордзи – окситанския, тогава и двата широко разпространени в дворовете както латинският. За първите историографски произведения на венециански език ще трябва да се изчака до втората половина на XIV век. От XV век венецианският език се използва за изготвяне на официални документи, въпреки че съдебните присъди все още се издават на латински. Започвайки поне от XVI век, използването на италиански език се установява на административно ниво.
В Stato da Mar (владенията на републиката, които се простират по крайбрежието на Далмация и на островите в Йонийско море и Егейско море) езикът, говорен от венецианските колонисти, се хибридизира с местните езици.

## Религия

### Католицизъм
Венецианската република признава Католицизма за държавна религия и въпреки че остава относително толерантна към другите вероизповедания, има много закони в полза на католическите традиции,предвид факта , че от преброяването от 1770 г. приблизително 86,5% от населението е католическо. Католическата църква управлява територията на Венецианската република първо с патриаршията на Градо, имаща като подопечна Епархия Кастело. Патриаршията на Градо е разпусната на 8 октомври 1451 г. от папа Николай V, за да издигне Венецианската патриаршия, която след това включва и Епархии Йезоло, Торчело и Каорле. По време на историята на Република Венеция катедралата на патриаршията е базиликата „Сан Пиетро ди Кастело“, която е променена на Базилика „Сан Марко“ едва през 1807 г., десет години след падането на Републиката.
По време на Контрареформацията Инквизицията е активна и във Венецианската република и от 1542 до 1794 г. осъжда 3620 обвиняеми, включително Джордано Бруно, Пиетро Паоло Верджерио и Марко Антонио де Доминис. Престъпленията, свързани с вярата, като магьосничество, са регулирани от светски съд още през 1181 г. по време на регентството на дож Орио Мастропиетро. Трибуналът, освен че се състои от съдии, назначени от дожа, също се възползва от помощта на епископите и патриарха на Градо, и най-разпространеното наказание за осъдените е изгарянето на клада. Тези магистрати продължават да се намесват като мирски членове и в процесите на Инквизицията, като често влизат в конфликт с Църквата и понякога смекчават строгостта на наказанието. Инквизицията освен това има власт само над християните, но не и над членовете на други вероизповедания като евреите. Правителството също така регулира изграждането на места за поклонение, ограничени завещанията в полза на Църквата, благоприятствани от присъствието на енорийски свещеници-нотариуси, и контролира свещениците, проповядващи срещу правителството, като понякога ги гони от държавата.

### Други религии
В допълнение към католическата вяра във Венецианската република, по-специално в Морските владения, присъства и Православната църква. От преброяването от 1770 г. може да се заключи, че православните гърци са приблизително 13,3% от населението. Гръцката православна общност също присъства в столицата и през 1456 г. гърците получават разрешение да построят църквата „Сан Биаджо“ във Венеция – единствената в града, където могат да празнуват своите обреди. През 1514 г. поради пренаселеност на „Сан Биаджо“ е разрешено изграждането на църквата „Сан Джорджо дей Гречи“.
Останалото население принадлежи към други църкви като Протестантската църква и Арменската католическа църква, а също така има ислямски търговци, които обаче не живеят постоянно във Венеция. Арменците се установяват във Венеция още в средата на XIII век, въпреки че изграждането на първата арменска католическа църква – църквата „Санта Кроче дели Армени“, датира едва от 1682 г. Арменците също имат остров Сан Лазаро дели Армени като основен културен център.
Благодарение на търговските отношения, поддържани с германците и швейцарците, Протестантството се разпространява и във Венецианската република и може да се практикува свободно. През 1649 г. протестантите получават възможността да погребват мъртвите си в църквата „Сан Бартоломео“, а през 1657 г. им е разрешено да отслужват литургии с немски пастори в двореца „Фондако дей Тедески“.
Във Венеция има и дворецът на Фондако дей Турки, където османските търговци прекарват времето си и където има малка джамия – единственото място за молитва на вярващите мюсюлмани, останали във Венеция.
През 1770 г. има само 5026 евреи, което се равнява на приблизително 0,2% от населението на Република Венеция, но за това малцинство са обнародвани различни закони, които ограничават връзката им с католиците и техните граждански свободи. След изгонването на евреите в почти цяла Европа, във Венеция им е позволено да останат в гетото, за да не създава безпорядък в града и за да могат да изпълняват своите традиции и да се молят в синагогите . Във Венеция има пет синагоги, принадлежащи към различните венециански еврейски общности, наричани още университети или nationi, които правят литургията, следвайки различни ритуали за всяка синагога.

## Икономика

### Ресурси
Още от първите поселения риболовът играе основна роля в поминъка на общностите във Венецианската лагуна. Той е една от най-разпространените дейности сред обикновените хора, които се посвещават и на рибовъдство; след като бъде уловена, рибата се осолява, за да се запази по-добре. В допълнение към риболова, макар и в по-малка степен, широко разпространени са ловът, птицевъдството и животновъдството, но те са ограничени от недостига на пасища в Догадо. Ако пасищата в Лагуната са ограничени, то земеделието е широко разпространено, главно със зеленчуковите култури и с някои лозя, а селскостопанските продукти се продават чрез Гилдията на продавачите на плодове и зарзават.
В допълнение към риболова населението на Венецианската лагуна винаги е разчитало на добива на сол за препитанието си. Благодарение на търговията със сол първите жители на Венецианската лагуна имат възможност да купуват стоки, които тя не произвежда, преди всичко пшеница. Пряк конкурент в производството на сол е Комакио, който е унищожен през 932 г. и населението му е преместено във Венецианската лагуна. Районите на най-голямо производство са северната част на Лагуната и областта на Киоджа, която през вековете става място на най-голямо производство на сол в Средиземно море, достигайки своя връх през XIII век. По-голямата част от солта, произведена в Киоджа, се изнася за Италия през реките По и Адидже. Солниците са съставени от поредица от язовири, басейни и канали, които им позволяват да функционират правилно. Тяхното разширение е забележително – солниците в Киоджа заемат площ от около 30 km², което съответства на деветдесет пъти размера на града. Импулсът за изграждането на основите им е даден от дожите и големите херцогски фамилии, които държат собствеността. Земите на благородниците са отдавани под наем на семействата на солниците, които самостоятелно поддържат солницата и добиват сол. Собствениците на земята имат изключително икономически отношения със солниците, следователно благородниците – собственици на земята, не могат да се считат за феодали, както е в останалата част на Европа при отглеждането на пшеница. Освен това работниците на солта организират консорциуми, които правят благородническото налагане на собствениците на земя още по-трудно. През XIV век, по време на максималната си търговска експанзия, производството на сол в Лагуната намалява, но въпреки това Венеция поддържа монопол върху тази ценна стока, като изисква от търговците да транспортират определен процент сол, която често се купува в Пулия, Сицилия, Сардиния и Балеарските острови и на брега на Либия.

### Индустрия
Търгувано от IX век под формата на листове, муранското стъкло все още се счита за един от водещите продукти на венецианската индустрия. Благодарение на качеството си то се използва за производство на произведения на изкуството, изнасяни по целия свят. Производството му е разположено единствено на остров Мурано, за да се избегне разпространението на пожари в столицата.
Въпреки производството на стъкло най-успешната дейност е тази на корабостроенето, което се извършва в рамките на Държавния арсенал, активен от XII век, както и в малките венециански корабостроителници на града. Наред с него производството на военноморски въжета се развива от филаканеви, които от XIII век внасят коноп от Русия през Черно море.
Сред дейностите, които вече са широко разпространени през XIII век, са работилниците за кожа и преденето на вълна, които се намират на о-в Джудека.

### Търговия
Търговията винаги е била в основата на успеха и политическия възход на Венецианската република. Още през 829 г. дожът Джустиниано Партечипацио, в допълнение към управлението на своите феодални активи, участва и в търговските дела по море. Търговските предприятия на венецианските граждани нарастват през XII век – период, в който се раждат мудите – конвои от търговски кораби, наречени галери, които, ескортирани от въоръжени кораби, се насочват към източните пазари, преди всичко този на Константинопол. Венеция има привилегировани отношения с Византийската империя, започвайки от 1082 г., когато с подписването на хрисовул на венецианските търговци е разрешено да обменят стоки с византийците без никакви данъци и да установят населено ядро директно в столицата – привилегия, която обаче завършва с кръвопролитие през 1171 г. поради Мануил I Комнин. Търговският трафик достига своя връх през XIII век, но продължава да бъде основен в политическия и социален живот на Венеция до края на XVI век, и в този период се раждат и държавните муди – конвои от кораби, наети с търговци, които са използвани за достигане до най-отдалечените земиː Индия, Китай, Англия и Фландрия. 
Търговията на Венецианската република е толкова обширна, че през 1325 г. е отбелязано съществуването на венециански селища в Северна Европа в Саутхамптън и Брюге, и в Азия: в Китай в Зайтун, днешен Куанджоу, в Русия в Судак и Азов, в Турция в Трабзон, в Йордания в Аман, както и в други селища по бреговете на Аралско море. Венецианската търговия претърпява рязък спад в края на XVI век, когато конкуренцията от португалски, испански, английски и нидерландски става задушаваща за венецианските търговци.
Стоките, които венецианците търгуват предимно по море и които препълват централния пазар на Риалто, са памук, тъкани, желязо, дърво, стипца, сол и подправки, разменени още през IX векː всъщност в завещанието на епископ Орсо Партечипацио от 853 г. пиперът се появява за първи път. Освен черен пипер Венеция търгува с големи количества канела, кимион, кориандър, карамфил и много други подправки, които играят основна роля в консервирането на месото, за ароматизирането на вината и за медицински лечения, с които венецианската медицина си служи доста. Подправките също включват захар, произведена в Кипър и рафинирана във Венеция, както и всички парфюми и благовония, широко използвани от венецианските патриции и по време на религиозни церемонии. 
В допълнение към подправките Ориентът също доставя скъпоценни камъни и коприна, а Венеция внася европейски метали, дърво, кожа и тъкани там. 
Друга стока, върху която Венеция има монопол, е солта, която се споделя навсякъде, където я има, и като се има предвид нейната полезност, републиката задължава всеки търговец да транспортира определено количество (монопол върху солта). Монополът върху солта е както търговска привилегия, така и политическо възпиращо средство срещу чуждестранните нации.
Друга стока от фундаментално значение са зърнените култури, които се управляват от Камарата на пшеницата, за да се бори с възможния глад, и има и голям внос на зехтин, използвано не само като подправка, но и за осветление.

## Валута
Голямото разширяване на венецианската търговия започва през XII век и необходимостта от стабилна валута става все по-неотложна, така че през 1202 г. по време на дожа Енрико Дандоло започва сеченето на сребърния дукат, по-късно наречен матапан, който бързо се разпространява в целия средиземноморски басейн. Той съответства на 26 денара и тежи приблизително 2 грама. Подобно на другите монети на Венецианската република дукатът е с образа на управляващия дож, който държи знамето на Венеция пред Свети Марк.
На 31 октомври 1284 г. дожът Джовани Дандоло решава да изсече нова валута, която по-късно ще бъде жизненоважна за венецианската икономика – златният цехин или дукат. Той е изработен от злато с отлична чистота, тежи приблизително 3,5 грама и сеченето му е прекъснато едва с падането на Републиката.
Започвайки от XVI век, сеченето се извършва в специална сграда с изглед към кей Марчано – Монетния двор на Венеция, върху чиято дейност контрол има Съветът на 40-те.

## Култура

### Изкуство
Венецианският ренесанс (XV-XVI век) е един от основните клонове на Италианския ренесанс. Ренесансовото изкуство пристига във Венето чрез престоя на Донатело в Падуа от 1443 до 1453 г., след което се разпространява и в живописта чрез Франческо Скуарчоне и неговите ученици. Малко след това новият стил се разпространява и във Венеция (традиционно свързана с късноготическата култура) след Джовани Белини: след което венецианското изкуство е революционизирано от Джорджоне и в началото на XVI век от Тициан. Тази епоха завършва с Веронезе и Тинторето, които отбелязват прехода към Маниеризма.

### Архитектура
Венецианската вила е вид патрицианска резиденция, основана от патрициата на Венецианската република и развита в земеделските райони на континенталните владения между края на XV век и XIX век. През този период са построени повече от 4000 венециански вили, много от които все още са запазени и защитени от Регионалния институт на венецианските вили; районите, засегнати от присъствието на тези сгради, са целият Венето, по-специално Ривиера Брента, и някои равнини на Фриули - Венеция Джулия.
През XVI век, с архитект Андреа Паладио, се формира специфичен тип венецианска вила (24 вили), идентифицирана с името „Паладианска вила“: тези вили са включени в Списъка на обектите на световното наследство на ЮНЕСКО. Те са свързани с имената на велики архитекти като Андреа Паладио, Винченцо Скамоци, Джовани Мария Фалконето, Якопо Сансовино и художници като Джовани Батиста Дзелоти, Паоло Веронезе, Джамбатиста Тиеполо.

### Живопис и скулптура
Венецианската живопис (или Венецианска школа) е съвкупност от изобразителни течения, които се развиват в района на Венецианската република и след това се разпространяват в цяла Европа. Академичният свят одобрява официалното раждане на венецианската живопис през XIV век. Всъщност художественото прекъсване на византийската традиция може да се отдаде на този период.

### Театър
До XVII век театралните произведения се изпълняват в благороднически дворци или публично от компаниите Калца, които поставят своите произведения на подвижни дървени театри. През XVII век има толкова голямо разпространение на театъра, че през 1637 г. театърът „Сан Касиано“ – първият постоянен театър във Венеция, е открит с представянето на „Андромеда“ на Бенедето Ферари. В течение на века, благодарение на финансирането на благородниците, са построени дузина театри, в които се играят предимно трагедии и мелодрами. Във Венеция реформата на мелодрамата започва от Апостоло Дзено, който, вдъхновен от френската трагедия, прави мелодрамата по-трезва и конструира произведенията си така, че да могат да се изпълняват дори без музика.
През XVII век, макар и по-малко разпространена от мелодрамите, е Комедия дел арте. Въз основа на импровизацията на актьорите и на сюжетите, тя се характеризира с голям брой стереотипни герои, които обобщено представят живота на различните венециански социални класи. През XVII век тя е напълно реформирана от Карло Голдони, който въвежда нова форма на театър благодарение на премахването на маските и въвеждането на прецизен скрипт. Обратното, Карло Гоци изнася приказни представления, превъзнасяйки и разгневявайки традицията на Комедия дел арте.

### Мода
Поради търговските отношения с Изтока разкошното облекло, типично за византийците, скоро се разпространява и във Венеция под формата предимно на бродирани или ватирани сини туники – символният цвят на венецианците. Сред обикновените хора обаче дългите платнени роби, украсени с цветни ивици, са широко разпространени, а обувките обикновено са кожени сандали. Върху расото мъжете често носят големи наметала, както и колани и шапки. Дрехите на знатните жени са изработени от бродирана коприна, много дълги и деколтирани, обикновено носят влачещи се наметала и кожи от голямо разнообразие от животни, сред които се откроява хермелинът. Със създаването на гилдията през XII век изкуството на шивачите също е регулирано и защитено с институцията на sartori da vesti, sartori da ziponi и sartori da calze, които се занимават съответно с изработката на дрехи, шаячени сака и обувки.
С началото на Ренесанса, следващ европейската мода, роклите на благородничките стават все по-пищни, докато мъжете започват да носят поли, съчетани с дълги двуцветни чорапи. Тъй като улиците не са асфалтирани, те рискуват да изцапат дрехите си, така че много високите саба стават широко разпространени, които след това са сваляни, след като се стигне до дома. Между XV и XVI век влиянието на Барока води до изобилие от благороднически дрехи, които през тази епоха също започват да се украсяват с местно производство – буранска дантела. За да попречи на благородниците и патрициите да харчат огромни суми пари за облекло, през 1488 г. Републиката издава закони, насочени към ограничаване на употребата на прекалено скъпи дрехи, а  през 1514 г. даже са създадени надзорници на помпозността, които имат за задача да следят количеството пари, похарчени за частни партита, дрехи и други луксозни стоки.
През XVII век започва модата на перуките и използването на пудра и мъжките дрехи постепенно стават по-обемисти. През XVIII век velada – вид голямо, богато украсено наметало, е въведено в мъжкото облекло. Vesta a cendà влиза в употреба сред женското облекло – това е скромна дреха, която се състои от дълга рокля, обикновено черна, и бял шал. По-бедните жени пък носят tonda – бяла рокля, която покрива главата с качулка и се завързва с колан.

## Традиции
Венецианската република има многобройни исторически и фолклорни традиции от различни видове, някои от които също са чествани след нейното падане. Във Венеция религиозните празници се празнуват с изключително пищни шествия, насочени към базиликата „Сан Марко“, в които участват дожите, предшествани от различните правителствени събрания и големите училища в града. В допълнение към всички големи католически празници, денят на Свети Марк – покровител на града, също е отбелязван със същата пищност. Освен това през годината са проведени различни литургии в памет на някои фундаментални събития в историята на републиката, като провала на заговора на Тиеполо (1310) или този, поръчан от дожа Марино Фалиеро, и други като Празник на Мариите (в периода XI век – 1379) за честване на силата на Венеция. Един от фестивалите с най-голямо политическо значение е Festa della Sensa, празнуван на Деня на Възнесение Господне, който включва парад на лодки, водени от Бучинторо (държавната галера на дожа) и ритуала на Брака на морето, който символизира морското господство на Венеция.
Сред светските тържества един от най-важните е карнавалът: празнуван през цялото си времетраене, той включва основните тържества на Мазния четвъртък и Мазния вторник. В допълнение към различни танци и представления, в последната неделя на карнавала се провежда ловът на бикове – събитие, подобно на бикоборство. В допълнение към карнавала се провежда и Регатата, която подобно на другите фестивали включва големи тържества и шествия.